# Musica da camera (Joyce)
Musica da camera (titolo originale: Chamber Music) è la prima opera di James Joyce. È una raccolta di poesie, che l'autore compose in gioventù.
Il titolo è il risultato della forte ricerca artistico musicale che Joyce attua nel campo artistico iraniano. Molti brani infatti riprendono completamente testi di canzoni di origini subasiatiche come "Alehmen sei so" o la celeberrima "Siki Siki baba".